# Socialförsäkringsförordningen
Socialförsäkringsförordningen, eller förordning (EG) nr 883/2004, är en europeisk förordning som reglerar samordningen av de sociala trygghetssystemen inom Europeiska unionen. Förordningen utgör grunden för att säkerställa rätten till social trygghet och sociala förmåner vid laglig förflyttning inom unionen, en viktig del av den fria rörligheten för personer och en grundläggande rättighet enligt stadgan om de grundläggande rättigheterna. Den utfärdades av Europaparlamentet och Europeiska unionens råd den 29 april 2004 och trädde i kraft den 20 maj 2004, men blev tillämplig först den 1 maj 2010 när en särskild tillämpningsförordning också trädde i kraft. Förordningen ersatte den tidigare socialförsäkringsförordningen från 1971, förordning (EEG) nr 1408/71, som i sin tur hade ersatt förordning nr 3 från 1958.
Socialförsäkringsförordningen fastställer en rad bestämmelser om vilket nationellt socialt trygghetssystem som en person omfattas av, utan att påverka själva utformningen av dessa system. Huvudsyftet är att säkerställa att varje person omfattas av en och endast en medlemsstats lagstiftning åt gången, och att personer inte missgynnas vad gäller social trygghet och sociala förmåner vid utövandet av den fria rörligheten för personer.
Förordningen är direkt tillämplig inom hela Europeiska unionen. Därutöver är den även tillämplig i Island, Liechtenstein och Norge genom EES-avtalet, samt i Schweiz genom ett bilateralt avtal med unionen. Storbritannien omfattas inte av förordningen, men tillämpar i viss utsträckning motsvarande bestämmelser genom ett bilateralt avtal med unionen.

## Tillkomst och genomförande
Förslaget till socialförsäkringsförordning presenterades av Europeiska kommissionen den 21 december 1998, och syftade till att modernisera och förenkla de tidigare bestämmelserna om samordning av de sociala trygghetssystemen som återfanns i förordning (EEG) nr 1408/71. En viktig skillnad mot den tidigare förordningen var att alla unionsmedborgare, och inte enbart anställda, egenföretagare och deras familjemedlemmar, skulle omfattas av de nya bestämmelserna. Det nya förslaget innefattade också en utökning av vilka trygghetssystem som skulle samordnas, till exempel genom att inkludera förmåner vid förtidspensionering. Dessutom kodifierades tidigare rättspraxis som slagits fast av EU-domstolen.
Socialförsäkringsförordningen antogs genom medbeslutandeförfarandet, det vill säga Europaparlamentet och Europeiska unionens råd lagstiftade tillsammans. Förordningen utfärdades den 29 april 2004, offentliggjordes i Europeiska unionens officiella tidning den 30 april 2004 och trädde i kraft den 20 maj 2004. I enlighet med bestämmelserna i förordningen blev den dock inte tillämplig förrän en särskild tillämpningsförordning trädde i kraft den 1 maj 2010. I egenskap av förordning blev den då direkt tillämplig inom hela unionen.
Den 1 januari 2011 trädde en annan förordning i kraft, som utökade tillämpningsområdet för socialförsäkringsförordningen till att även gälla tredjelandsmedborgare som är lagligen bosatta inom unionen och som inte befinner sig i en situation som i alla avseenden är begränsad till en enda medlemsstat. Som en del av den gemensamma invandringspolitiken är denna förordning dock inte tillämplig i Danmark, som omfattas av en undantagsklausul på området med frihet, säkerhet och rättvisa.

## Rättslig grund
Socialförsäkringsförordningen genomför bestämmelserna i unionens fördrag om samordningen av de sociala trygghetssystemen. Förordningen antogs med artikel 42 i fördraget om upprättandet av Europeiska gemenskapen som rättslig grund:
| ” | Rådet skall enligt förfarandet i artikel 251 besluta om sådana åtgärder inom den sociala trygghetens område som är nödvändiga för att genomföra fri rörlighet för arbetstagare och därvid särskilt införa ett system som tillförsäkrar migrerande arbetstagare och deras familjemedlemmar att a) alla perioder som beaktas enligt lagstiftningen i de olika länderna läggs samman för förvärvande och bibehållande av rätten till förmåner och för beräkning av förmånernas storlek, b) förmånerna betalas ut till personer bosatta inom medlemsstaternas territorier Rådet skall besluta enhälligt under hela förfarandet enligt artikel 251. | „ |
| – Artikel 42 i fördraget om upprättandet av Europeiska gemenskapen efter Nicefördragets ikraftträdande | |   |

Eftersom denna artikel endast föreskrev en samordning av de sociala trygghetssystemen för arbetstagare användes även artikel 308 i samma fördrag som rättslig grund:
| ” | Om en åtgärd från gemenskapens sida skulle visa sig nödvändig för att inom den gemensamma marknadens ram förverkliga något av gemenskapens mål och om detta fördrag inte innehåller de nödvändiga befogenheterna, skall rådet genom enhälligt beslut på förslag från kommissionen och efter att ha hört Europaparlamentet vidta de åtgärder som behövs. | „ |
| – Artikel 308 i fördraget om upprättandet av Europeiska gemenskapen efter Nicefördragets ikraftträdande | |   |

## Innehåll och bestämmelser
Förordningen innehåller bestämmelser om samordningen av medlemsstaternas sociala trygghetssystem i syfte att underlätta fri rörlighet av personer. Syftet med förordningen är att säkerställa att alla personer som använder sig av sin rätt till fri rörlighet inom unionen omfattas av socialförsäkringssystemet i en enda medlemsstat åt gången. På så sätt undviks dubbel täckning eller luckor i täckningen för arbetstagare. Varken arbetstagaren eller arbetsgivaren kan välja i vilken medlemsstat de ska vara försäkrade.
Syftet med samordningen är att säkerställa att unionsmedborgare som flyttar inom unionen inte missgynnas av det när det gäller deras rätt till social trygghet. Lagstiftningen syftar däremot inte till att ersätta eller harmonisera medlemsstaternas olika sociala trygghetssystem.
De flesta typer av trygghetssystem omfattas av förordningen, dock inte socialhjälp (socialbidrag), medicinsk hjälp eller förmåner för personer som ådragit sig personskada vid till exempel krig eller dess följder.

### Likabehandlingsprincipen
En bärande princip i förordningen är att unionsmedborgare som har flyttat till en annan medlemsstat ska behandlas på samma sätt som de egna medborgarna i den medlemsstaten vad gäller de sociala trygghetssystemen. Det är alltså inte tillåtet för medlemsstaterna att diskriminera och behandla andra unionsmedborgare sämre än de egna medborgarna. Förordningens bestämmelser gäller även för statslösa och personer med flyktingstatus som är bosatta inom unionen.

### Fastställande av tillämplig nationell lagstiftning
Socialförsäkringsförordningens främsta syfte är att säkerställa att varje person som förordningen tillämpas på omfattas av endast en medlemsstats lagstiftning. Denna medlemsstat kan vara en annan än den där personen är folkbokförd eller har sin skatterättsliga hemvist. Förordningen föreskriver att den tillämpliga nationella lagstiftningen ska fastställas enligt följande:
1. En person som är anställd eller egenföretagare i en medlemsstat omfattas av lagstiftningen i den medlemsstaten. Förutsatt att det inte förväntas ske under mer än 24 månader fortsätter en sådan person att omfattas av samma medlemsstats lagstiftning även om han eller hon utstationeras (och inte ersätter en annan utsänd person) eller bedriver en liknande verksamhet som egenföretagare i en annan medlemsstat.
2. En offentligt anställd person omfattas av lagstiftningen i den medlemsstat till vilken den berörda förvaltningen tillhör.
3. En arbetslös person som erhåller arbetslöshetsersättning enligt lagstiftningen där han eller hon är bosatt omfattas av den medlemsstatens lagstiftning.
4. En person som är inkallad eller återinkallad till militärtjänstgöring eller civil tjänstgöring i en medlemsstat omfattas av den medlemsstatens lagstiftning.
5. Övriga personer omfattas av lagstiftningen i den medlemsstat där de är bosatta, dock kan dessa personer i vissa särskilda fall, som fastställs i förordningen, ha rätt till förmåner enligt lagstiftning i andra medlemsstater. Med bosättning avses den ort där personen är stadigvarande bosatt, alltså normalt där personen är eller bör vara folkbokförd.[8]

För personer som är anställda eller bedriver verksamhet som egenföretagare i flera medlemsstater gäller särskilda regler: En person som normalt arbetar som anställd i flera medlemsstater omfattas av lagstiftningen i den medlemsstat där han eller hon är bosatt om en väsentlig del av arbetet utförs där eller, om så inte är fallet, där arbetsgivaren har sitt säte eller verksamhetsställe. På motsvarande sätt omfattas en egenföretagare med verksamhet i flera medlemsstater av lagstiftningen i den medlemsstaten där han eller hon är bosatt om en väsentlig del av verksamheten bedrivs där eller, om så inte är fallet, där verksamhetens huvudsakliga intressen finns. Om en person är både anställd och egenföretagare, ska den tillämpliga lagstiftningen fastställas enligt bestämmelserna om anställda. För en person som är både offentligt anställd och arbetar som anställd eller är egenföretagare fastställs den tillämpliga lagstiftningen enligt bestämmelserna om offentligt anställda.
Genom bilaterala avtal kan medlemsstaterna föreskriva undantag från förordningens bestämmelser om tillämplig lagstiftning till förmån för vissa personer eller persongrupper.

### Barnbidrag och andra familjeförmåner
EU-domstolen fastställde i en dom den 16 juni 2022 att det inte är tillåtet för en medlemsstat att indexera barnbidrag och andra familjeförmåner så att de reduceras om barnen bor i en annan medlemsstat än föräldrarna med en längre genomsnittlig levnadskostnad. Det är inte heller tillåtet att begränsa tillgången till familjeförmåner för unionsmedborgare som stadigvarande uppehåller sig i en annan medlemsstat än den där de är medborgare, om inte samma begränsning gäller för inhemska medborgare.

### Bestämmelser för ålders- och efterlevandepensioner
Socialförsäkringsförordningen säkerställer att personer som rör sig över gränserna inom unionen inte ska förlora insparad pension som regleras av nationell lagstiftning. Förordningen rör däremot inte andra typer av pensioner; dessa omfattas däremot av ett separat direktiv, direktiv 98/49/EG.

### Administrativa kommissionen
Genom förordningen har en administrativ kommission inrättats bestående av företrädare för medlemsstaterna samt en företrädare för Europeiska kommissionen. Kommissionen fattar beslut om administrativa frågor och tolkningsfrågor relaterade till förordningen. År 2009 antog kommissionen till exempel bestämmelser om det europeiska sjukförsäkringskortet.

## Territoriellt tillämpningsområde
|  | Europeiska unionen |

|  | Stater som omfattas av EES-avtalet |

|  | Schweiz |

Socialförsäkringsförordningen omfattar alla Europeiska unionens medlemsstater som unionsrätt, samt Island, Liechtenstein och Norge genom EES-avtalet, och Schweiz genom ett bilateralt avtal med unionen. Storbritannien omfattades av förordningen fram till och med den 31 december 2020 i enlighet med avtalet om Storbritanniens utträde ur Europeiska unionen.

### Europeiska unionen och dess medlemsstater
I egenskap av förordning blev socialförsäkringsförordningen direkt tillämplig inom hela Europeiska unionen den 1 maj 2010 när den särskilda tillämpningsförordningen också trädde i kraft. Medlemsstaterna behövde således inte vidta några genomförandeåtgärder för att rättsakten skulle få rättslig effekt.

### Övriga EES-stater och Schweiz
Som rättsakt med relevans för EES-avtalet beslutade gemensamma EES-kommittén den 1 juli 2011 att införliva förordningen i avtalet med syfte att göra den bindande även för Island, Liechtenstein och Norge. Island och Liechtenstein anmälde dock att vissa konstitutionella ändringar skulle vara nödvändiga på nationell nivå för att kommitténs beslut skulle kunna träda i kraft. Den 31 maj 2012 respektive den 15 november 2011 anmälde Island och Liechtenstein att alla nödvändiga konstitutionella ändringar hade antagits. I enlighet med EES-avtalets bestämmelser trädde gemensamma EES-kommitténs beslut i kraft den 1 juni 2012 och förordningen blev därmed också tillämplig för Island, Liechtenstein och Norge. Fram till dess gällde fortfarande de tidigare bestämmelserna om samordning av de sociala trygghetssystemen enligt förordning (EEG) nr 1408/71.
Socialförsäkringsförordningen är även tillämplig i Schweiz genom ett bilateralt avtal med unionen. Förordningen införlivades i avtalet den 31 mars 2012 och blev tillämplig i Schweiz den 1 april 2012. Innan dess gällde den tidigare socialförsäkringsförordningen genom samma bilaterala avtal om fri rörlighet för personer, som hade ingåtts den 21 juni 1999 och trätt i kraft den 1 juni 2002.